# Dictynidae
Los dictínidos (Dyctinidae) son una familia de arañas araneomorfas cribeladas. La mayoría de las arañas de esta familia construyen telas aéreas o trampas en el manto de detritos.

## Géneros
Según The World Spider Catalog 12.5:
- Adenodictyna Ono, 2008
- Aebutina Simon, 1892
- Ajmonia Caporiacco, 1934
- Altella Simon, 1884
- Anaxibia Thorell, 1898
- Arangina Lehtinen, 1967
- Archaeodictyna Caporiacco, 1928
- Arctella Holm, 1945
- Argenna Thorell, 1870
- Argennina Gertsch & Mulaik, 1936
- Atelolathys Simon, 1892
- Banaidja Lehtinen, 1967
- Bannaella Zhang & Li, 2011
- Blabomma Chamberlin & Ivie, 1937
- Brommella Tullgren, 1948
- Callevophthalmus Simon, 1906
- Chaerea Simon, 1884
- Chorizomma Simon, 1872
- Cicurina Menge, 1871
- Devade Simon, 1884
- Dictyna Sundevall, 1833
- Dictynomorpha Spassky, 1939
- Emblyna Chamberlin, 1948
- Hackmania Lehtinen, 1967
- Helenactyna Benoit, 1977
- Hoplolathys Caporiacco, 1947
- Iviella Lehtinen, 1967
- Lathys Simon, 1884
- Mallos O. Pickard-Cambridge, 1902
- Marilynia Lehtinen, 1967
- Mashimo Lehtinen, 1967
- Mastigusa Menge, 1854
- Mexitlia Lehtinen, 1967
- Mizaga Simon, 1898
- Nigma Lehtinen, 1967
- Paradictyna Forster, 1970
- Penangodyna Wunderlich, 1995
- Phantyna Chamberlin, 1948
- Qiyunia Song & Xu, 1989
- Rhion O. Pickard-Cambridge, 1870
- Saltonia Chamberlin & Ivie, 1942
- Scotolathys Simon, 1884
- Shango Lehtinen, 1967
- Sudesna Lehtinen, 1967
- Tahuantina Lehtinen, 1967
- Tandil Mello-Leitão, 1940
- Thallumetus Simon, 1893
- Tivyna Chamberlin, 1948
- Tricholathys Chamberlin & Ivie, 1935
- Viridictyna Forster, 1970
- Yorima Chamberlin & Ivie, 1942
- †Arthrodictyna Petrunkevitch, 1942
- †Balticocryphoeca Wunderlich, 2004
- †Brommellina Wunderlich, 2004
- †Burmadictyna Wunderlich, 2008
- †Chelicirrum Wunderlich, 2004
- †Copaldictyna Wunderlich, 2004
- †Cryphoezaga Wunderlich, 2004
- †Eobrommella Wunderlich, 2004
- †Eocryphoeca Petrunkevitch, 1946
- †Eocryphoecara Wunderlich, 2004
- †Eodictyna Wunderlich, 2004
- †Eolathys Petrunkevitch, 1950
- †Gibbermastigusa Wunderlich, 2004
- †Hispaniolyna Wunderlich, 1988
- †Mizagalla Wunderlich, 2004
- †Palaeodictyna Wunderlich, 1988
- †Palaeolathys Wunderlich, 1986
- †Protomastigusa Wunderlich, 2004
- †Scopulyna Wunderlich, 2004
- †Succinya Wunderlich, 1988